# Allen Ray Smith
Allen Ray Smith (auch Allen Ray Baugh) (* 6. Juni 1980 in Fort Ord, Kalifornien) ist ein US-amerikanisch-deutscher Basketballtrainer und ehemaliger -spieler. Er besitzt die US-amerikanische und die deutsche Staatsbürgerschaft.

## Werdegang
Smith, Sohn einer aus Ludwigsburg stammenden deutschen Mutter und eines US-Amerikaners, der als Soldat tätig war, wuchs in San Diego auf. Er spielte in den Vereinigten Staaten Basketball an der Mira Mesa High School in San Diego sowie ein Jahr am San Diego City College und war Student an der Sonoma State University, für deren Basketballmannschaft er aber keine Wettkampfspiele bestritt. Anschließend war der 1,93 Meter große Smith Spieler in kalifornischen Freizeitligen, während er in Carlsbad für eine Bäckerei und hernach für ein Versicherungsunternehmen in Poway arbeitete. Im Frühjahr 2011 stieß er als Spieler zur Mannschaft San Diego Sol, mit der er in der halbprofessionellen Liga American Basketball Association (ABA) antrat. Dort war Smith Mannschaftskollege von Richie Williams, mit dem er im Sommer 2011 zum UBC Hannover in die deutsche 2. Bundesliga ProB wechselte. Dort wurde Michael Mai sein Trainer. In der Saison 2011/12 bestritt Smith 19 Spiele für Hannover (6,3 Punkte im Durchschnitt), ehe er sich einen Kreuzbandriss zuzog und deshalb im Januar 2012 operiert werden musste. In der Saison 2012/13 kam Smith auf 13 weitere Einsätze für den UBC.
2013 wurde Smith Trainer der Damen des Vereins Linden Dudes und betreute die Hannoveranerinnen in der 2. Regionalliga, ab August 2014 war er Teammanager beim Bundesligisten MHP Riesen Ludwigsburg. 2015 verließ er Ludwigsburg und wurde Co-Trainer beim TSV Neustadt am Rübenberge (2. Regionalliga). Im März 2016 übernahm Smith das Cheftraineramt bei der Mannschaft Hannover Korbjäger und betreute diese bis zum Ende der Saison 2015/16. Zur Saison 2016/17 wurde er beim TSV Neustadt Cheftrainer und führte die Mannschaft in der Saison 2016/17 zum Meistertitel in der 2. Regionalliga Nord-West und damit zum Aufstieg in die 1. Regionalliga. Ab Januar 2018 war er hauptamtlich bei dem Verein angestellt, neben seiner Arbeit als Trainer der Herrenmannschaft fielen Aufgaben der Nachwuchsförderung in seinen Zuständigkeitsbereich. Zusätzlich zu seiner Tätigkeit für den TSV Neustadt war Smith Co-Trainer der Rollstuhlbasketball-Mannschaft Hannover United.
Zur Saison 2019/20 wechselte Smith aus Neustadt zu den Eisbären Bremerhaven in die 2. Bundesliga ProA und wurde dort Assistenztrainer von Michael Mai. Smith trug in diesem Amt zum Erreichen des sportlichen Aufstiegs in die Basketball-Bundesliga 2020 bei, auf den Bremerhaven verzichtete. Als sich die Eisbären Ende Februar 2022 von Mai trennten, rückte Smith ins Cheftraineramt auf. Smith führte die Mannschaft mit sechs Siegen und zwei Niederlagen noch ins ProA-Viertelfinale, dort erfolgte gegen Tübingen das Saisonaus. Während der Sommerpause 2022 entschied die Eisbären-Führung, Steven Key anstelle von Smith das Cheftraineramt zu übergeben.
Zur Saison 2022/23 wechselte Smith als Jugendtrainer zu den Artland Dragons nach Quakenbrück. 2023 war er zusätzlich kurz Co-Trainer der Quakenbrücker Zweitligamannschaft. Im Herbst 2024 wurde Smith wieder beim TSV Neustadt tätig, verantwortete bei der inzwischen in die 2. Bundesliga ProB aufgestiegene Mannschaft fortan das Individualtraining. Im November 2024 wurde ihm in Neustadt erneut das Cheftraineramt übertragen. Smith verfehlte mit der Mannschaft in der Saison 2024/25 den sportlichen Klassenerhalt in der 2. Bundesliga ProB. Allerdings blieb man als Nachrücker in der Liga.